# Seznam králů Messénie

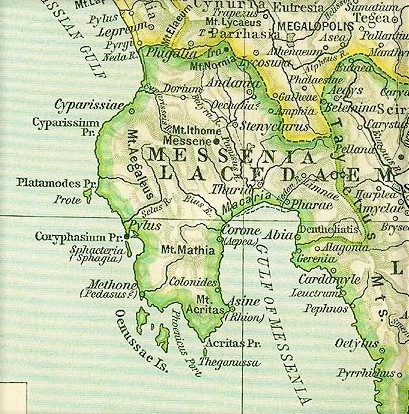
Messénie

Starověká Messénie byla země na jihozápadě Peloponésu, severně od ní se nacházela Arkádie a Élida a východně Lakónie. V mykénském období byla hustě osídlena. Hlavním městem země byl Pylos. Podle řeckých mýtů pojmenování země bylo odvozeno od jména manželky prvního messénskeho krále Polykaóna.
Následující seznam uvádí jména mytických králů Messénie, vládnoucích ve městech Andana nebo Pylos.
| Období vlády (letopočty jsou fiktivní) | Jméno krále  | poznámky             |
| -------------------------------------- | ------------ | -------------------- |
| 13. století př. n. l.                  | Polykaón     | první messénsky král |
| 13. stol. před Kr.                     | Periéres     | syn Aiola            |
| 13. století př. n. l.                  | Afareus      | syn Periéres         |
| 13. století př. n. l.                  | Néleus       | syn boha Poseidóna   |
| 12. století př. n. l.                  | Nestór       | syn Néleus           |
| 12. století př. n. l.                  | Periklymenos | syn Néleus           |
|                                        |              |                      |

Messénie se přibližně na konci 12. století př. n. l. rozdělila na tři království. Tabulka uvádí jména králů jednotlivých království a jejich následníků.
| 1., | Penthilos, Bóros a Andropompos     | Penthilos byl syn Periklymena, Boros Penthila a Andropompos Bóros      |
| 2., | Antilochos a Paión                 | Antilochos byl syn Nestóra a Paión syn Antilocha                       |
| 3., | Peisistratos I. a Peisistratos II. | Peisistratos I. byl syn Nestóra a Peisistratos II. syn Peisistratos I. |

Melanthos, syn Andropompa, král v messénském Pylu po útoku Dórů na Peloponés uprchl do Athén.
| 11. stol. před Kr. | Melanthos | syn Andropompa |

Když Dórové vedení Héraklovci porazili na Peloponésu i posledního mykénského vládce Tisamena, zemi si rozdělili losem. Synům Aristodéma, Eurysthenovi a Proklovi byla přidělena Lakónie, Temenos se stal vládcem v Argu, kde dříve vládl Tisamenos a Kresfontes se stal králem Messénie.
Následující tabulka uvádí jména králů Messénie z rodu Héraklovců
| 11. století př. n. l.   | Kresfontes            | syn Heraklovca Aristomacha  |
| 11. století př. n. l.   | Polyfontes            | pocházel z rodu Héraklovců. |
| 11. století př. n. l.   | Aipytos               | syn Kresfonta               |
| 10. století př. n. l.   | Glaukos               | syn Aipyta.                 |
| 10. stol. před Kr.      | Isthmios              | syn Glauka.                 |
| 10-9. století př. n. l. | Dótadas               | syn Isthmia                 |
| 9. století př. n. l.    | Sybota                | syn Dótada                  |
| 9. století př. n. l.    | Fintas                | syn Sybota                  |
| 8. stol. před Kr.       | Antiochos a Androkles | synové Finta                |
| 8. století př. n. l.    | Antiochos             | syn Finta                   |
| 8. století př. n. l.    | Eufaes                | syn Antiocha                |
| 8. století př. n. l.    | Aristodémos           | pocházel z rodu Aipytovců   |
|                         |                       |                             |

Na konci 8. století př. n. l. napadli Messénii Sparťané. Tato tzv. první messénská válka trvala dvacet let. Poslední zoufalé boje proti Sparťanům vedl se svým lidem messénský král Aristodémos, který se nakonec musel stáhnout do pevnosti Ithomé. Nešťastný král na radu věštce obětoval i svou dceru a když ani to nepomohlo, spáchal nad jejím hrobem sebevraždu. Lid Messen upadl pak do otroctví.
Kolem roku 645 př. n. l. vznikla z povstání zotročených druhá messénská válka, trvala 17 let, Messénčany vedl král Aristomenes. Sparťané po těžkých bojích zvítězili a Aristomenos s hrstkou věrných utekl z obklíčení a později zemřel jako emigrant na Rhodu. Třetí messénská válka vypukla v roce 464 př. n. l., trvala deset let a skončila opět vítězstvím Sparťanů. Messénčanům přinesl svobodu až thébský vojevůdce Epameinóndas v roce 370 př. n. l. a založil hlavní město Messéné.